# 山田五郎と中川翔子の『リミックスZ』
山田五郎と中川翔子の『リミックスZ』（やまだごろうとなかがわしょうこのリミックスゼット）は、2014年4月からJFN加盟各局で放送されているラジオ番組。

## 概要
「山田五郎と中川翔子の知りたい好奇心が、真剣に真面目に万物の謎や不思議を、好奇心の赴くままに問い詰めていく」「『スキマ』と『キモス』を探訪する」番組。
実質的には、2005年4月から2013年6月29日までJ-WAVEで放送されていた『東京REMIX族』が、パーソナリティと内容をほとんど変えずに放送局を移動して復活した形になっている。

## 出演者
- 山田五郎
- 中川翔子
- ホーリー（ガイド役）

## ネット局
2022年1月時点。放送時間の早い順から記載。
全局、「radiko.jp」や「radikoプレミアム」で聴取可能。
| 放送対象地域 | 放送局名                         | 放送時間                     | 備考  |
| ------------ | -------------------------------- | ---------------------------- | ----- |
| 福井県       | 福井エフエム放送（FM FUKUI）     | 火曜 5:00 - 5:30             | [ 2 ] |
| 愛知県       | エフエム愛知（FM AICHI）         | 水曜 3:00 - 3:30（火曜深夜） | [ 3 ] |
| 大分県       | エフエム大分（Air-Radio FM88）   | 水曜 21:00 - 21:30           | [ 4 ] |
| 岡山県       | 岡山エフエム放送（FM OKAYAMA）   | 木曜 19:30 - 19:55           | [ 5 ] |
| 群馬県       | エフエム群馬（FM GUNMA）         | 金曜 13:00 - 13:25           |       |
| 長野県       | 長野エフエム放送（FM長野）       | 金曜 20:30 - 20:55           |       |
| 新潟県       | エフエムラジオ新潟（FM-NIIGATA） | 土曜 6:30 - 6:55             | [ 6 ] |
| 佐賀県       | エフエム佐賀（FMS）              | 土曜 9:30 - 9:55             |       |
| 石川県       | エフエム石川（HELLO FIVE）       | 土曜 11:00 - 11:30           |       |
| 栃木県       | エフエム栃木（RADIO BERRY）      | 土曜 18:30 - 18:55           | [ 7 ] |
| 岐阜県       | エフエム岐阜（FM GIFU）          | 土曜 20:00 - 20:30           |       |
| 沖縄県       | エフエム沖縄（FM沖縄）           | 土曜 21:30 - 21:55           | [ 8 ] |
| 高知県       | エフエム高知（Hi-Six）           | 日曜 3:30 - 4:00（土曜深夜） |       |
| 宮崎県       | エフエム宮崎（JOY FM）           | 日曜 4:30 - 5:00（土曜深夜） |       |
| 東京都       | エフエム東京（TOKYO FM）         | 月曜 1:30 - 2:00（日曜深夜） | [ 9 ] |

## コーナー
- オープニングトーク
- 特集

ゲストを呼んでその道を極めた話を聞く。『東京REMIX族』時代の「今週の極み」に当たるコーナー。
- スカシカシパン通信のコーナー

中川が「キモカワユス」な生物を紹介する。『東京REMIX族』時代の「こちらスカシカシパン情報局」に当たるコーナー。
- エンディング

25分版をOAしている放送局では、番組本編とは別に収録した出演者二人の締めのあいさつが放送される。

## スペシャル番組
- 「山田五郎と中川翔子のリミックスZ〜葛西臨海水族園スペシャル 海のキモス編〜」（2014年8月10日 19:00 - 19:55）

TOKYO FMのみの放送。東京動物園協会提供で、25周年を迎えた葛西臨海水族園の飼育員をゲストに迎えて放送。スカシカシパンなどの棘皮動物、イセエビや深海生物などが紹介された。